# 赫拉特

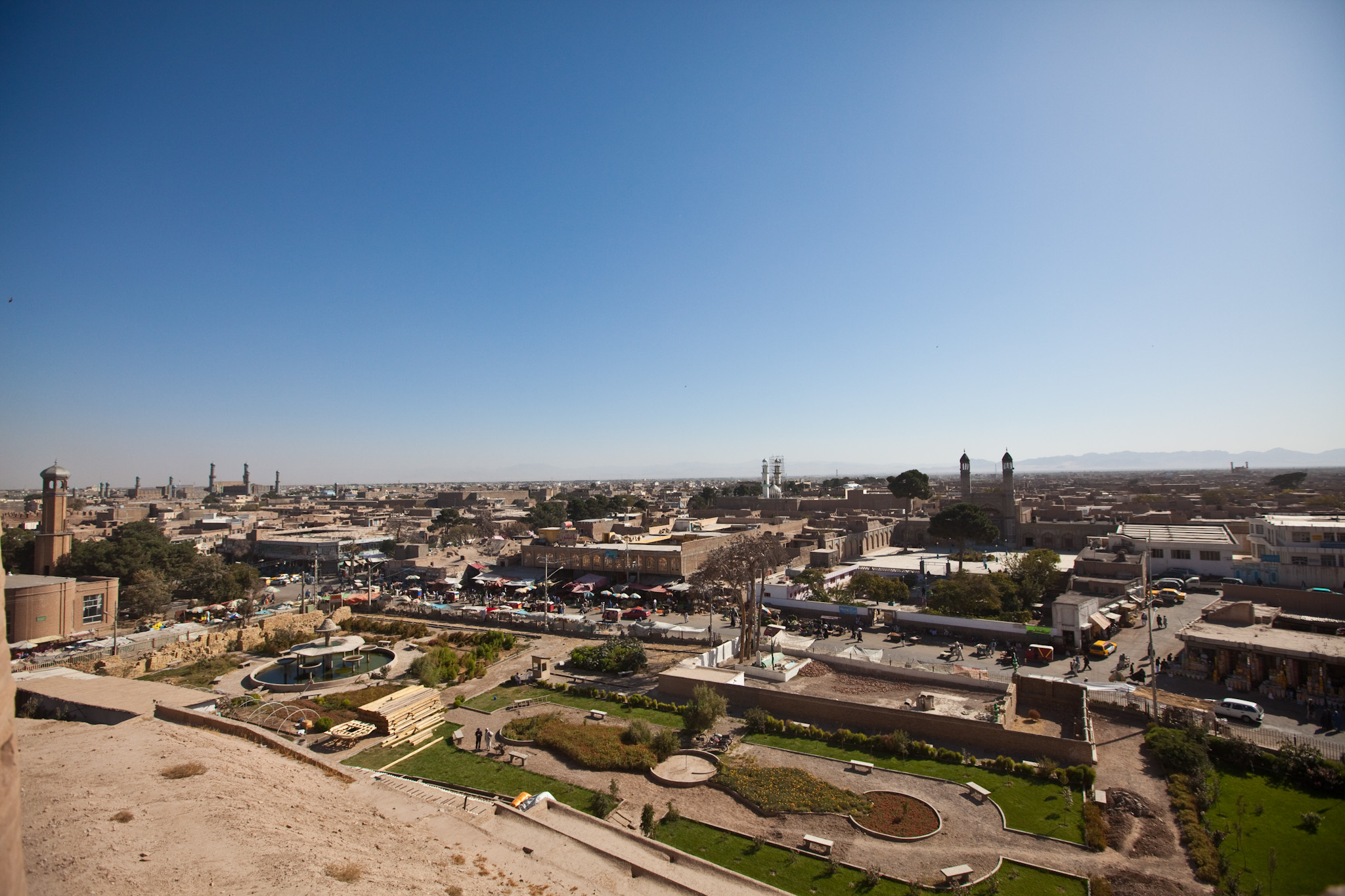
赫拉特

赫拉特（普什圖語，羅馬化：Hrat），又譯作哈烈、黑婁、番兜、和櫝、黑鲁、海里或哈利，是阿富汗西部哈里河流域赫拉特省的一个城市。位于赫里河中游右岸。人口约35万，居民以波斯人、塔吉克人为主。在11世纪—1220年之间，赫拉特发展成为中西亚的金属品制造业的中心，尤以镶金银的铜器闻名；是当时世界上最大的城市之一。现为赫拉特省首府。是中亚与西南亚、南亚交流的重要枢纽。

## 历史
赫拉特有二千多年的历史。其前身是建立于前500年的波斯阿蠻省(Aria)古城“阿塔考纳”（Artacoana），因为古时赫拉特属于阿利亚省，因此常被称为“阿利亚”。
前541年被波斯帝国的居鲁士二世纳入其治下。

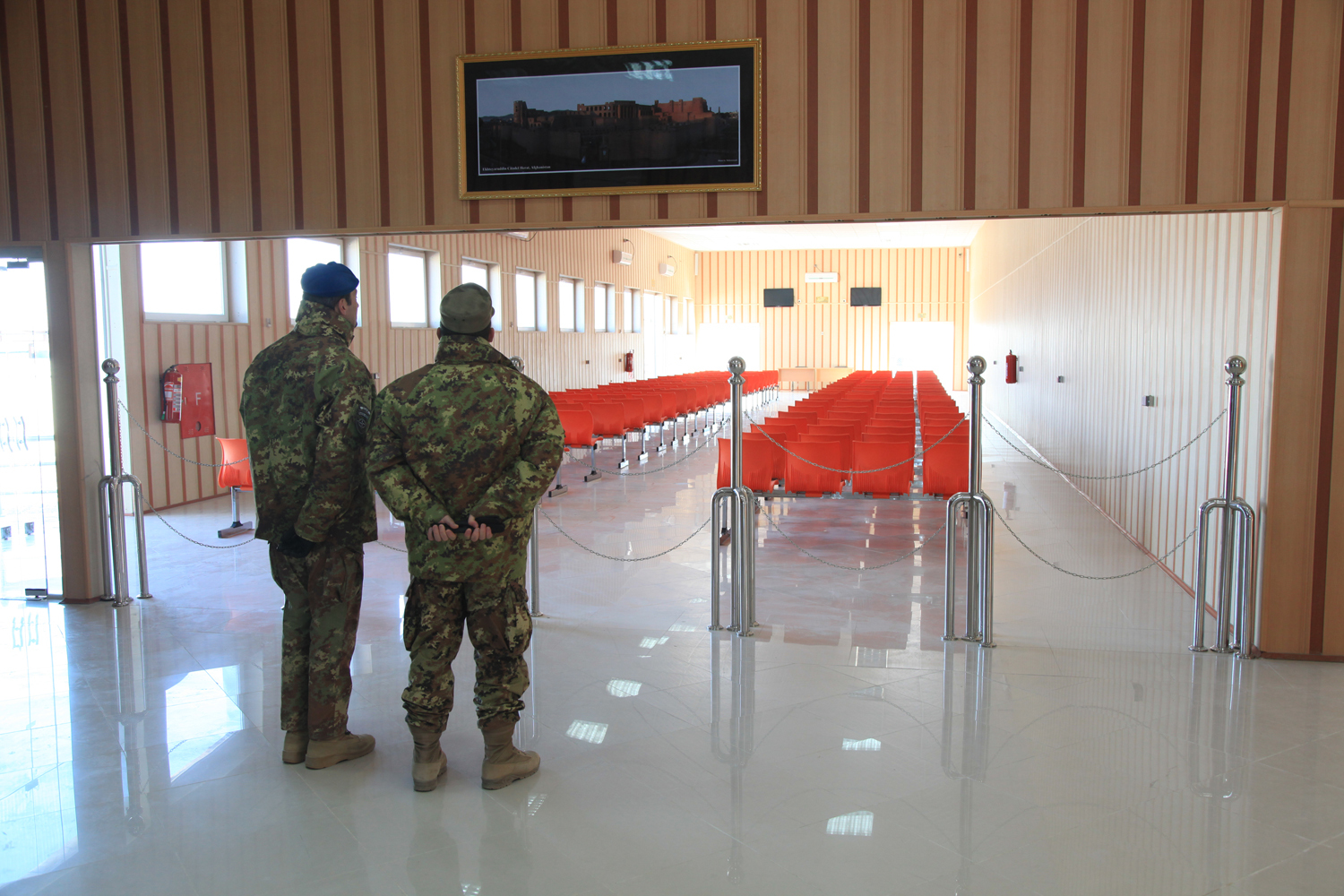

前329年在马其顿帝国对波斯帝国战争中，亚历山大大帝陷赫拉特城后建筑堡垒。
前312年，该区成为塞琉古帝国的一部分。
前246年，该区成为狄奥多特一世的巴克特里亚的一部分。
前167年赫拉特为帕提亚帝国的一部分。
300年左右，赫拉特成为萨珊王朝治下的基督教的中心，设有一名景教派主教。
484年赫拉特为嚈噠帝国的一部分。
644年之后成为阿拉伯帝国的一部分。
786年－809年赫拉特是阿拔斯王朝的一部分，后先后被塔希爾王朝和萨法尔王朝统治
867年－869年纳入萨曼王朝统治。
1040年前从属于加兹尼王国，1040年始被塞尔柱帝国统治。
1175年被阿富汗中部的古尔王朝占领，后归属阿拉乌丁·摩诃末的花剌子模帝国。在这时期，赫拉特发展成为金属品制造业的中心，尤以镶金银的铜器闻名。
1221年，成吉思汗四子拖雷攻破赫拉特，拖雷下令大屠杀，杀一万余人。
1221年赫拉特叛变，蒙古将军宴只吉带在进行了6个月的围攻之后，于1222年6月14日再次攻占该城，赫拉特遭遇屠城浩劫，城中一百五十万人，在蒙古人大屠杀之后，生还仅四十余人；这场屠杀整整占用了一周的时间。此后赫拉特的人口，再也不能恢复当年盛况，时至七百八十多年后的今天，人口仅仅35万。
1245年－1381年，此地成为卡尔提德王朝的一部分。
1381年赫拉特又再度遭遇大屠杀浩劫。帖木尔攻陷赫拉特后，采取了成吉思汗式的屠城方针。帖木儿令四子沙哈鲁为赫拉特总督。
1405年帖木儿死，沙哈鲁登上帖木儿帝国国王宝座，立赫拉特为国都。沙哈鲁王悉心建设赫拉特，终于将它建设成为一个媲美撒马儿罕的美丽城市。
1413年沙哈鲁王遣使麼賚到中国朝贡；同年明太宗派遣中官李达、吏部验封司员外郎陈诚等9人使团出使帖木尔帝国，访问哈烈。
15世纪末叶，高鶴紹德女王营建带双尖塔的穆塞拉回教寺院。高鶴紹德陵被认为是帖木儿帝国的代表性建筑之一。
1729年，波斯萨菲王朝经赫拉特战争占领赫拉特；1731年，萨菲王朝发动赫拉特战争再次占领赫拉特。
1793年成立赫拉特酋长国。
1837年波斯恺加王朝围攻赫拉特失败。1856年的赫拉特围城战中，这里成为英波乃至英俄较量的桥头堡。
2021年8月12日，該市遭到塔利班佔領。

## 延伸阅读
[在维基数据编辑]
 《欽定古今圖書集成·方輿彙編·邊裔典·哈烈部》，出自陈梦雷《古今圖書集成》
 《欽定古今圖書集成·方輿彙編·邊裔典·黑婁部》，出自陈梦雷《古今圖書集成》
 《明史卷三百三十二》，出自《明史》
 《新元史/卷255》，出自柯劭忞《新元史》
- Frye, R.N. . Lewis, B.; Ménage, V. L.; Pellat, Ch.; Schacht, J.  (编). . Leiden: E. J. Brill: 177–178. 1971. OCLC 495469525.
- Vogelsang, W. J. . Yarshater, Ehsan  (编). . London and New York: Routledge & Kegan Paul: 205–206. 2003. ISBN 978-0-933273-75-7.